# 1号密西西比州州道
1号密西西比州州道（英語：Mississippi Highway 1，缩写MS1）是密西西比州一条南北走向的州级公路，北起61号美国国道，大致沿密西西比河东岸行进，南接49号美国国道，全长约148.632英里（239.200），途经科荷馬縣、玻利瓦縣、華盛頓縣、伊薩奎納縣以及夏基縣。